# Котта, Элена
Элена Котта (итал. Elena Cotta; род. 19 августа 1931, Милан, Италия) — итальянская актриса театра и кино.

## Биография
Родилась в Милане. В юности недолго училась в Академии драматического искусства имени Сильвио д’Амико. В 1952 году вышла замуж за актёра Карло Алигьеро. Играла в спектаклях труппы La compagnia dei giovani. В 1970-х году Котта и Алигьеро создали собственную труппу Gruppo A.T.A. (Attori-tecnici-autori). В 1985 году супруги стали основателями римского Teatro Manzoni.
Дебютировала в кино в 1951 году, сыграв эпизодическую роль в фильме Miracolo a Viggiù. В 1950-х годах активно снималась в телепроектах. В 2000 году сыграла роль бабушки в австралийском фильме Тинейджер года (Looking for Alibrandi), за которую была номинирована на ряд местных кинопремий.
В 2013 году на Венецианском фестивале получила «Кубок Вольпи» за лучшую женскую роль в фильме «Улица в Палермо», в котором сыграла албанскую эмигрантку.

## Фильмография
| Год  |   | Русское название                                  | Оригинальное название                      | Роль          |
| ---- | - | ------------------------------------------------- | ------------------------------------------ | ------------- |
| 1952 | ф | Легенда Пьяве                                     | La leggenda del Piave                      | Габриэлла     |
| 1959 | ф | —                                                 | Arriva la banda                            | Джулия        |
| 1970 | ф | —                                                 | Le tue mani sul mio corpo                  |               |
| 1975 | ф | —                                                 | La traccia verde                           | Элеанор       |
| 2000 | ф | Тинейджер года                                    | Looking for Alibrandi                      | бабушка       |
| 2010 | ф | Слишком красивые, чтобы умереть – последний выход | Sotto il vestito niente - L'ultima sfilata | Пина          |
| 2013 | ф | Улица в Палермо                                   | Via Castellana Bandiera                    | Самира        |
| 2014 | ф | Пристрастие к красоте                             | The Habit of Beauty                        | Терезина      |
| 2016 | ф | —                                                 | Il camionista                              | мать Риккардо |
| 2016 | ф | —                                                 | L'età d'oro                                |               |
| 2017 | ф | Где падают тени                                   | Dove cadono le ombre                       | Гертруда      |
| 2019 | ф | Человек без гравитации                            | L'uomo senza gravità                       |               |